# Удмуртнефть
«Удмуртнефть» — нефтедобывающее предприятие в Удмуртии. На долю компании приходится около 60 % от общего объема добычи нефти в республике.

## История
11 августа 1967 году приказом Министерства нефтедобывающей промышленности СССР создано нефтепромысловое управление «Удмуртнефть». Начальником управления назначен М. Д. Рагимзаде, акционировано в 1994-м и в том же году передано во вновь созданную нефтяную компанию СИДАНКО. После поглощения большей части СИДАНКО Тюменской нефтяной компанией в 1999 году находилась в её составе, а с 2003 года — в составе ТНК-ВР. С 2006 г. Удмуртнефть находится под управлением Роснефти и китайской нефтехимической корпорации Sinopec.

## Собственники и руководство
С 2006 года акционерами ПАО «Удмуртнефть» имени В.И. Кудинова являются нефтяная компания «Роснефть» (51%) и китайская нефтехимическая корпорация Sinopec (49%). Ежегодный объем добычи нефти составляет около 6 миллионов тонн.
Генеральный директор — Топал Андрей Юрьевич.

## Деятельность
«Удмуртнефть» ведет добычу на 33 месторождениях. В составе «Удмуртнефти»   9 цехов добычи нефти и газа (ЦДНГ); 5 цехов подготовки и перекачки нефти (ЦППН); 2 цеха поддержания пластового давления (ЦППД).